# Herbert Dimmeler
Herbert Dimmeler (Sciaffusa, 21 giugno 1942) è un ex calciatore svizzero, di ruolo attaccante.

## Carriera
Nella stagione 1971-9172 è stato capocannoniere del campionato svizzero (alla pari con Bernd Dörfel) con 17 gol.

## Palmarès

### Club

#### Competizioni nazionali
- Lega Nazionale B: 2

Winterthur: 1965-1966, 1967-1968

### Individuale
- Capocannoniere del Campionato svizzero: 1

1971-1972 (17 gol,  a pari merito con Bernd Dörfel)